# Список умерших в 873 году

## Февраль
- Мухаммад ибн Муса ибн Шакир, средневековый геометр и астроном арабского Халифата, один из трёх братьев — выдающихся учёных, известных как Бану Муса.

## Май
- 14 мая — Адальвин, архиепископ Зальцбургский (859—873), аббат зальцбургского монастыря Святого Петра[1].

## Июнь
- Рудольф Харальдсон, соправитель Рёрика Дорестадского во Фризии, граф Рюстринген во Фризии после 844 или 852 года.

## Июль
- 8 июля — Гюнтер, архиепископ Кёльна (850—863)[2].

## Август
- 1 августа — Тахульф, маркграф Сорбской марки (не позднее 849—873).
- 15 августа — И-цзун (39), 20-й император династии Тан (859—873).

## Октябрь
- 4 октября — Родриго, первый граф Кастилии (850—873) и Алавы (867/868—870).

## Дата смерти неизвестна или требует уточнения
- Вимарано Перес, основатель и первый правитель графства Португалия (868—873).
- Ивар I, король Дублина (856—873), король Йорка (866—873), правитель Лимерика.
- Аль-Кинди, арабский философ, математик, теоретик музыки, астроном.
- Ламберт Лысый, граф Камерино (до 871)[3].
- Фредольд, архиепископ Нарбона (не позднее 849—873).
- Хунайн ибн Исхак, врач и переводчик с греческого и сирийского языков, крупнейший деятель переводческого движения IX века.
- Эгберт I, король Берниции (867—872)[4].